# Danijel Aleksić
Danijel Aleksić (serbisch-kyrillisch Данијел Алексић, * 30. April 1991 in Pula) ist ein serbischer Fußballspieler.

## Vereinskarriere
Aleksić spielte von 2007 bis Ende Januar 2010 beim FK Vojvodina und war dort Stammspieler. Am 19. Januar 2010 wechselte er für 2.250.000 Euro zum italienischen Verein CFC Genua und unterschrieb dort einen Vertrag bis 2014. Sein Debüt in der Serie A gab er am 14. Februar 2010 bei einer 2:3-Niederlage gegen Juventus Turin, es blieb aber sein einziger Einsatz in der Rückrunde der Saison 2009/10. Am 31. August 2010 wurde Aleksic für ein Jahr nach Deutschland an die SpVgg Greuther Fürth ausgeliehen.   Dort kam er regelmäßig in der 2. Bundesliga zum Einsatz und erzielte in 16 Spielen zwei Tore.
Nach seiner Rückkehr zu Genua, kam er kein einziges Mal zum Einsatz und wurde nach Frankreich zum AS Saint-Étienne transferiert. Auch hier konnte er sich nicht durchsetzen und kam nur sehr selten zum Einsatz. Hauptsächlich spielte er für die zweite Mannschaft. In der Saison 2013/14 spielte er auf Leihbasis für AC Arles-Avignon. Nachdem sein Vertrag mit dem AS Saint-Étienne nicht verlängert worden war, unterschrieb er ab der Saison 2014/15 einen Zwei-Jahres-Vertrag mit dem polnischen Klub Lechia Gdańsk. Nach einer halben Saison, in der sich Aleksić nicht durchzusetzen vermochte, wurde der Vertrag vorzeitig ausgelöst. Im Februar 2015 wechselte Danijel Aleksić zum FC St. Gallen und unterschrieb einen Vertrag bis 2018. Hier beendete er die Saison mit 10 Erstligatoren als erfolgreichster Torschütze seines Vereins.
Im Sommer 2019 wurde er vom saudi-arabischen Verein al-Ahli verpflichtet und nach einem Pflichtspieleinsatz noch innerhalb der gleichen Transferperiode an Istanbul Başakşehir FK abgegeben. In seiner ersten Saison gewann er mit dem Verein die türkische Meisterschaft.
Im August 2024 schloss er sich Ligakonkurrent Konyaspor an.

## Nationalmannschaft
Mit der serbischen U-17-Nationalmannschaft nahm Aleksić 2008 an der Europameisterschaft 2008 in der Türkei teil und wurde als bester Spieler des Turniers ausgezeichnet, obwohl seine Mannschaft bereits in der Vorrunde ausschied. Ein Jahr später gehörte er zum Aufgebot der U-19-Auswahl bei der Europameisterschaft in der Ukraine und schied dort im Halbfinale gegen den Gastgeber aus. Sein Debüt in der A-Nationalmannschaft Serbiens gab Aleksić bereits am 14. Dezember 2008 in einem Freundschaftsspiel gegen Polen.